# 联邦客运公司
联邦客运公司（俄语：АО «Федеральная пассажирская компания»）是俄罗斯铁路股份公司旗下的一家全资子公司，负责经营俄罗斯铁路的长途旅客运输业务。

## 历史
2000年代初，俄罗斯联邦开始长达十年的铁路运输体制改革，主要目的是提高铁路运输效率，打破铁路垄断经营的局面，建立竞争机制及实现“政企分离”，将交通部原本全部承担的国家调控、监管职能与企业经营管理职能分开，改革后俄罗斯交通部只保留国家管理职能，铁路营运职能由新组建的国家铁路运输公司承担。2003年9月，由国家全资拥有的俄罗斯铁路股份公司正式成立。2009年11月，为了推动俄罗斯铁路进一步的市场化改革，俄罗斯铁路股份公司董事会决定在俄铁公司联邦客运管理处的基础上成立“联邦客运公司”，作为一家新的独立子公司负责长途旅客运输业务，俄铁公司将不再对客运业务提供补贴，因此联邦客运公司改为从联邦预算中获得必需的补偿。从2010年4月1日起，联邦客运公司正式接管了俄罗斯铁路股份公司的长途客运业务，包括16个地区业务单元、2个旅客运输指挥部、43个车辆段、24600辆铁路客车和10万名员工，公司注册资本为1368亿卢布。

## 参看
- 俄罗斯铁路运输
- 俄罗斯铁路股份公司